# Live Four
Live Four to kompilacja nagrań na żywo utworów Coil. Album był pierwszym z serii czterech (kolejnymi były Live Three, Live Two i Live One), później wydanych łącznie jako box-set The Key To Joy Is Disobedience.
Utwory "Bang Bang" i "An Unearthly Red" zostały zarejestrowane 27 października 2002 w Pradze. "I Am Angie Bowie (Sine Waves)", "Last Rites Of Spring", "Are You Shivering", "Amethyst Deceivers", "The Universe Is A Haunted House", "Ostia" i "I Don't Want To Be The One" to nagrania z wiedeńskiego Flex z 29 października 2002.
"I Am Angie Bowie (Sine Waves)", "The Universe Is A Haunted House", "Bang Bang" i "An Unearthly Red" nigdy wcześniej nie ukazały się na studyjnych albumach Coil. "Last Rites Of Spring" została wcześniej nagrana jako "The Last Rites Of Spring" na album Gold Is The Metal With The Broadest Shoulders. Studyjne nagranie "Are You Shivering?" znajduje się na albumie Musick To Play In The Dark Vol. 1. Utwór "Amethyst Deceivers" pierwotnie znalazł się na singlu CD/7" Autumn Equinox. Nagranie zamieszczone na Live Four jest znacznie wolniejsze i przypomina bardziej "The Last Amethyst Deceiver" z wydanego w późniejszym czasie The Ape Of Naples. "A Warning From The Sun" znany był wcześniej jako "A Warning From The Sun (For Fritz)" z singla CD Summer Solstice. "Ostia" z albumu koncertowego to nagranie "Ostia (The Death Of Pasolini)" ze studyjnego albumu Horse Rotorvator, znacznie wolniejsza od oryginalnej. "I Don't Want To Be The One" pochodzi z płyty Astral Disaster. "Bang Bang" to ich wykonanie piosenki autorstwa Sonny'ego Bono. 
Tekst "An Unearthly Red" nawiązuje do oświadczenia prezydenta USA George'a W. Busha "Bóg powiedział mi, abym zakończył tyranię w Iraku" ("God told me to end the tyranny in Iraq"). Utwór został też nagrany przez Danny'ego Hyde'a pod tytułem "An Unhealthy Red".
Z tyłu okładki albumu CD znajduje się zapowiedź wydania DVD i na winylu. Do tej pory oba wydawnictwa się nie ukazały.
Według informacji we wkładce "Coil tworzyli: Jhon Balance, Peter Christopherson, Ossian Brown & Thighpaulsandra".

## Spis utworów
1. "I Am Angie Bowie (Sine Waves)" – 6:10
2. "Last Rites Of Spring" – 10:42
3. "Are You Shivering?" – 8:20
4. "Amethyst Deceivers" – 8:24
5. "A Warning From The Sun" – 6:19
6. "The Universe Is A Haunted House" – 11:15
7. "Ostia" – 8:13
8. "I Don't Want To Be The One" – 5:10
9. "Bang Bang" – 2:44
10. "An Unearthly Red" – 12:23